# 1498 w polityce

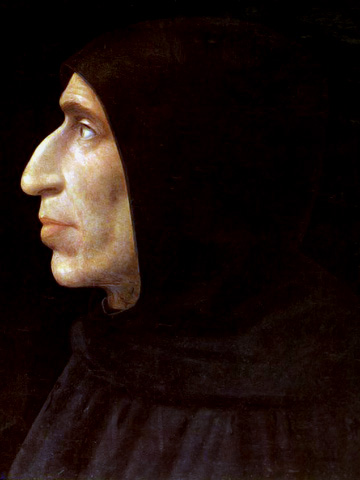
Girolamo Savonarola

Wydarzenia polityczne w 1498 roku.

## Zmarli
- 23 maja Girolamo Savonarola, kaznodzieja[1].
- 16 września Tomás de Torquemada, wielki inkwizytor Hiszpanii[2].